# Chyszówki
Chyszówki is een dorp in het administratieve district van Gmina Dobra, binnen de graafschap Limanowa, Klein-Polen Voivodeship, in Zuid-Polen.
Dit is een vrij klein dorp